# Nicolaas Witsenkade 38

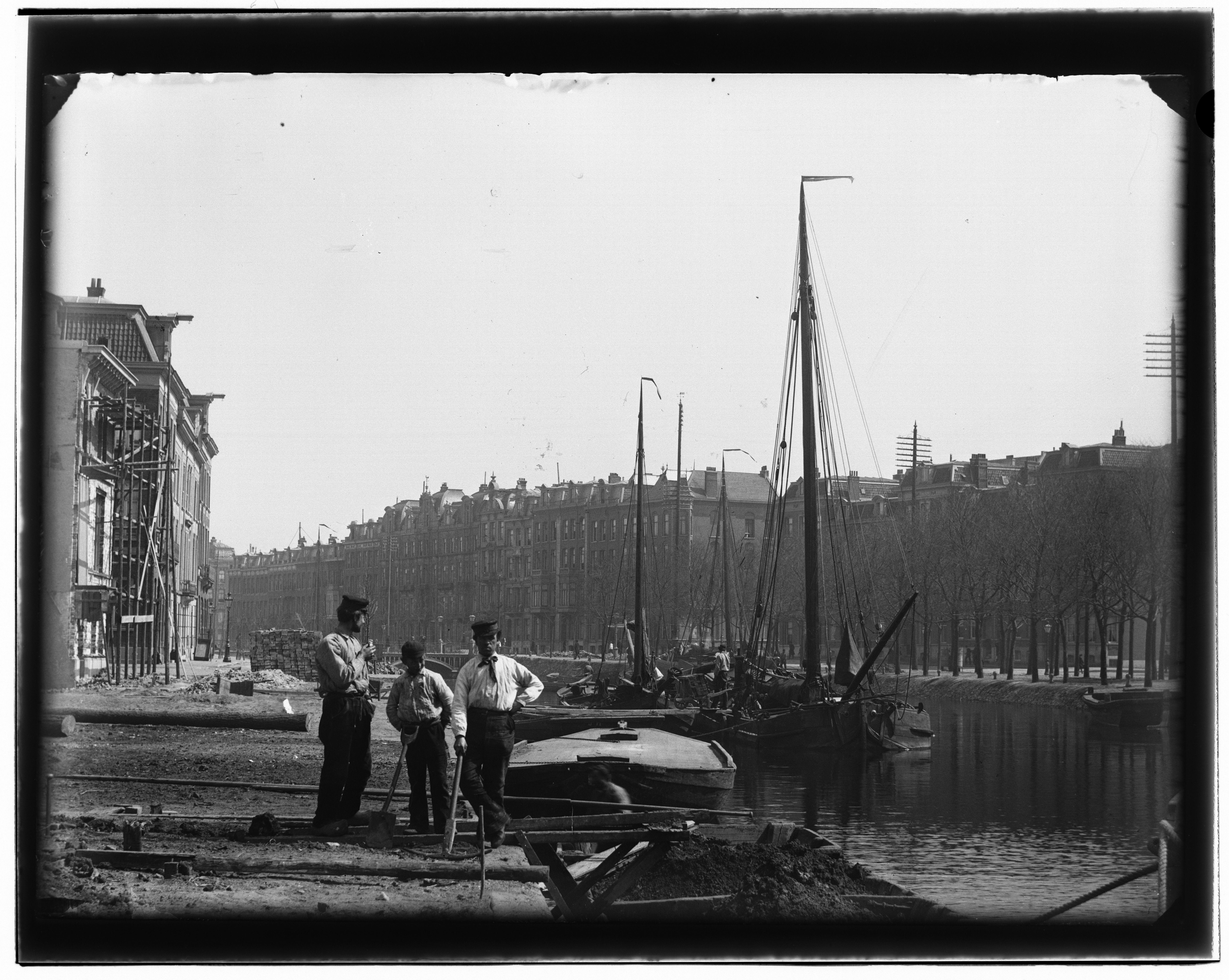
Jacob Olie, N. Witsenkade uiterst links (1891)

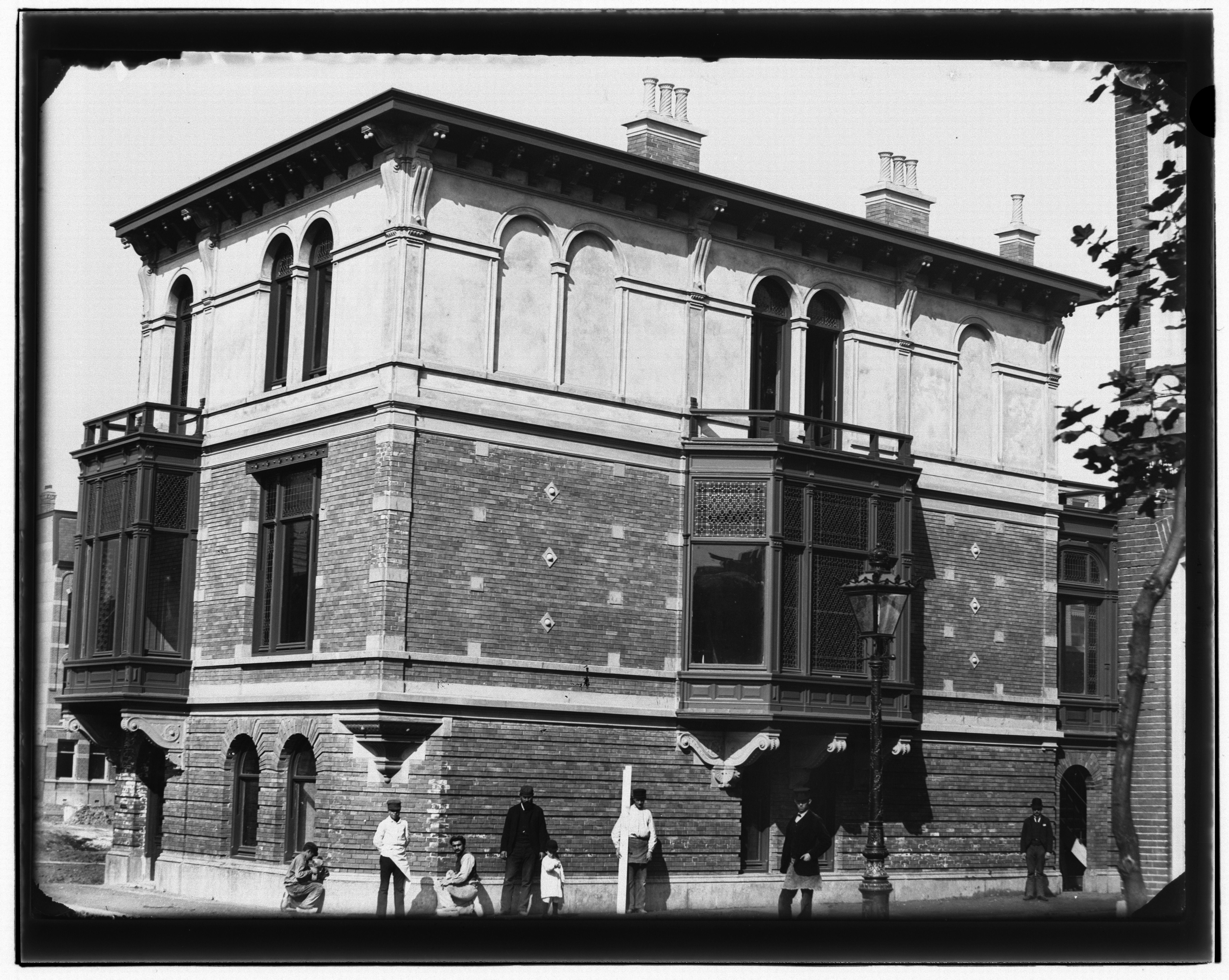
Jacob Olie met donkere erkers (1891)

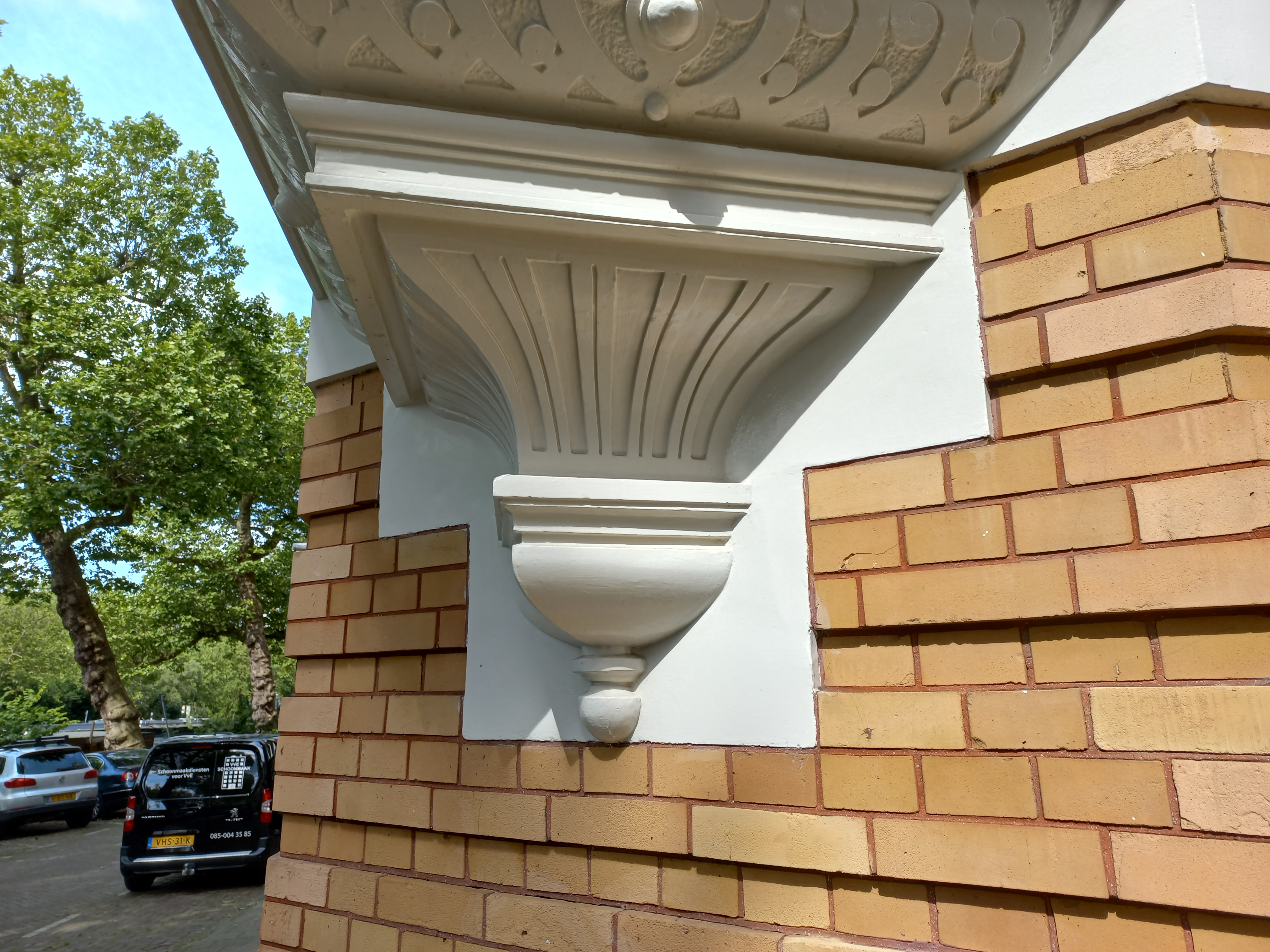
Hoekconsole (juni 2024)

Nicolaas Witsenkade 38 in Amsterdam-Centrum is een gebouw aan Nicolaas Witsenkade in Amsterdam, onderdeel van de kades van de Singelgracht.

## Inleiding
Hier stond vanaf midden 18e eeuw de Hollandsche Gasfabriek, die kolen omvormde tot gas. In 1885 koos Gemeente Amsterdam voor een andere gasfabriek en de gebouwen van de gasfabriek werden afgebroken. Daarvoor in de plaats kwam een woonwijk met straatnamen die verwijzen naar voormalige bestuurders van Amsterdam. Genoemd gebouw staat op de hoek van de Nicolaas Witsenkade (vernoemd naar burgemeester Nicolaas Witsen) en de Pieter Pauwstraat (vernoemd naar de schepen Pieter Pauw). 

## Gebouw
Op deze plek wist diamantair David/Doris Sanders met echtgenote Natalia Spanjaard een perceel te bemachtigen om er voor zijn gezin in te trekken. Op 1 november 1890 werd de bouw aanbesteed in Hotel Americain vanuit het kantoor van de architect Eduard Cuypers aan Westeinde
Cuypers ontwierp een gebouw in Neo-Venetiaanse stijl. Binnen die stijl wordt gebruik gemaakt van lichtgekleurde bakstenen en (onder meer) dat maakt het gebouw een opvallende verschijning. Zo staan naast het gebouw aan de kade en ook aan de Pieter Pauwstraat voornamelijk huizen opgetrokken in donker baksteen. Fotograaf Jacob Olie legde de bouw toevallig vast toen hij schippers aan het fotograferen was.
Het gebouw werd neergezet op een bijna rechthoekig perceel; de hoek tussen kade en straat is net niet recht (<90 graden). Het gebouw kent drie bouwlagen met daarop een plat dak. Vanaf het maaiveld begint eerst een hardstenen plint Vanaf daar komt het souterrain met lichtrode baksteen in reliëf. Die gevel wordt onderbroken door rondbogen voor lichtdoorlating/vensters en toegang, en consoles voor twee erkers. De scheiding met de bel-etage wordt verzorgd door een lijst; op de hoek ondersteund door een schelpachtige console. Die bel-etage is opgetrokken uit dezelfde kleur baksteen als het souterrain, maar dan onderbroken door natuurstenen sluitstenen, grotendeels evenwijdig aan de bakstenen, maar hier en daar ook diagonaal geplaatst. De gevel wordt aan beide zichtbare gevels onderbroken door erkers met daar boven een Frans balkon. De consoles voor erker en balkons zijn in reliëf bewerkt. De scheiding naar de bovenverdieping komt weer in de vorm van een lijst. Deze verdieping laat allerlei versieringen zien in pastelkleuren groen en geel, door het monumentenregister omschreven als “sjabloonornamenten”. Het geheel wordt afgesloten met een dak in overstek ondersteund door consoles en hier en daar door consoles verbonden aan pilasters, die net als de rondbogen het bovenste geveldeel onderbreken.
Ook de moeilijk zichtbare achtergevel draagt bij aan de monumentstatus; er is een serre met glas in lood in de bovenlichten; het balkon heeft gedecoreerd smeedijzeren borstwering etc.
Het gebouw werd op 11 december 2001 opgenomen in het monumentenregister vanwege de architectuurhistorische waarde, de maar weinig toegepaste Neo-Venetiaanse stijl alsmede haar plaats in het oeuvre van Eduard Cuypers. De bouwstijl komt niet zo vaak voor in Amsterdam, maar op de Nicolaas Witsenkade 32 staat er nog een gebouw in die stijl, eveneens rijksmonument.
Opmerkelijk is te noemen dat het gebouw werd opgeleverd met donkerkleurige erkers en balkons; later in de 20e eeuw zijn de erkers juist wit.  

## Gebruik
Het gezin Sanders heeft er relatief kort gewoond. David Sanders (1861-1898) werd niet oud. Zijn weduwe vertrok in 1901 richting Den Haag en hertrouwde met kunstschilder Jacques Zon. Tot 1939 kwamen hier diverse gezinnen te wonen, meest hun geld verdienend in de handel, daarna kreeg het een bestemming in kantoor. Tussen 1983 en 2008 waren er sociëteit Eldorado en club Elegance gevestigd.